# جوني ستارك (ملحن)
جوني ستارك (بالفرنسية: Johnny Stark)‏ هو ملحن ورائد ومنتج أسطوانات فرنسي، ولد في 29 أغسطس 1922 في Huningue ‏ في فرنسا، وتوفي في 24 أبريل 1989 في باريس في فرنسا.